# Алтуна (Канзас)
Алтуна (енгл. Altoona) град је у америчкој савезној држави Канзас.

## Демографија
По попису из 2010. године број становника је 414, што је 71 (-14,6%) становника мање него 2000. године.
| Група             | 2000.       | 2010.       |
| Белци             | 473 (97,5%) | 382 (92,3%) |
| Афроамериканци    | 0 (0,0%)    | 0 (0,0%)    |
| Азијати           | 0 (0,0%)    | 0 (0,0%)    |
| Хиспаноамериканци | 2 (0,4%)    | 12 (2,9%)   |
| Укупно            | 485         | 414         |